# Echter Erdbeerspinat
Der Echte Erdbeerspinat (Blitum virgatum, Syn.: Chenopodium foliosum), auch Durchblätterter Erdbeerspinat genannt, ist eine Pflanzenart und alte Gemüsesorte aus der Gattung Blitum in der Familie der Fuchsschwanzgewächse (Amaranthaceae).

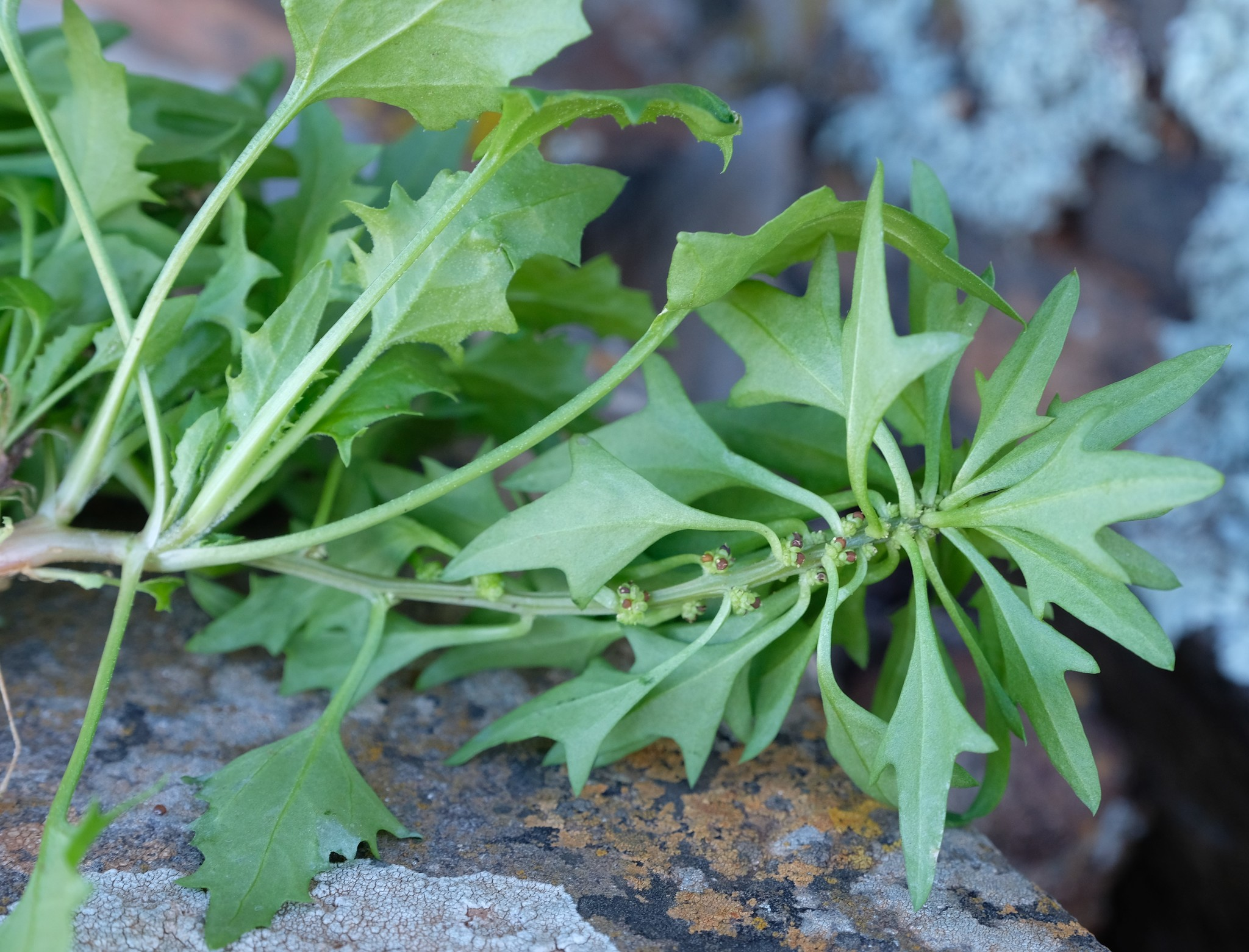
Blätter

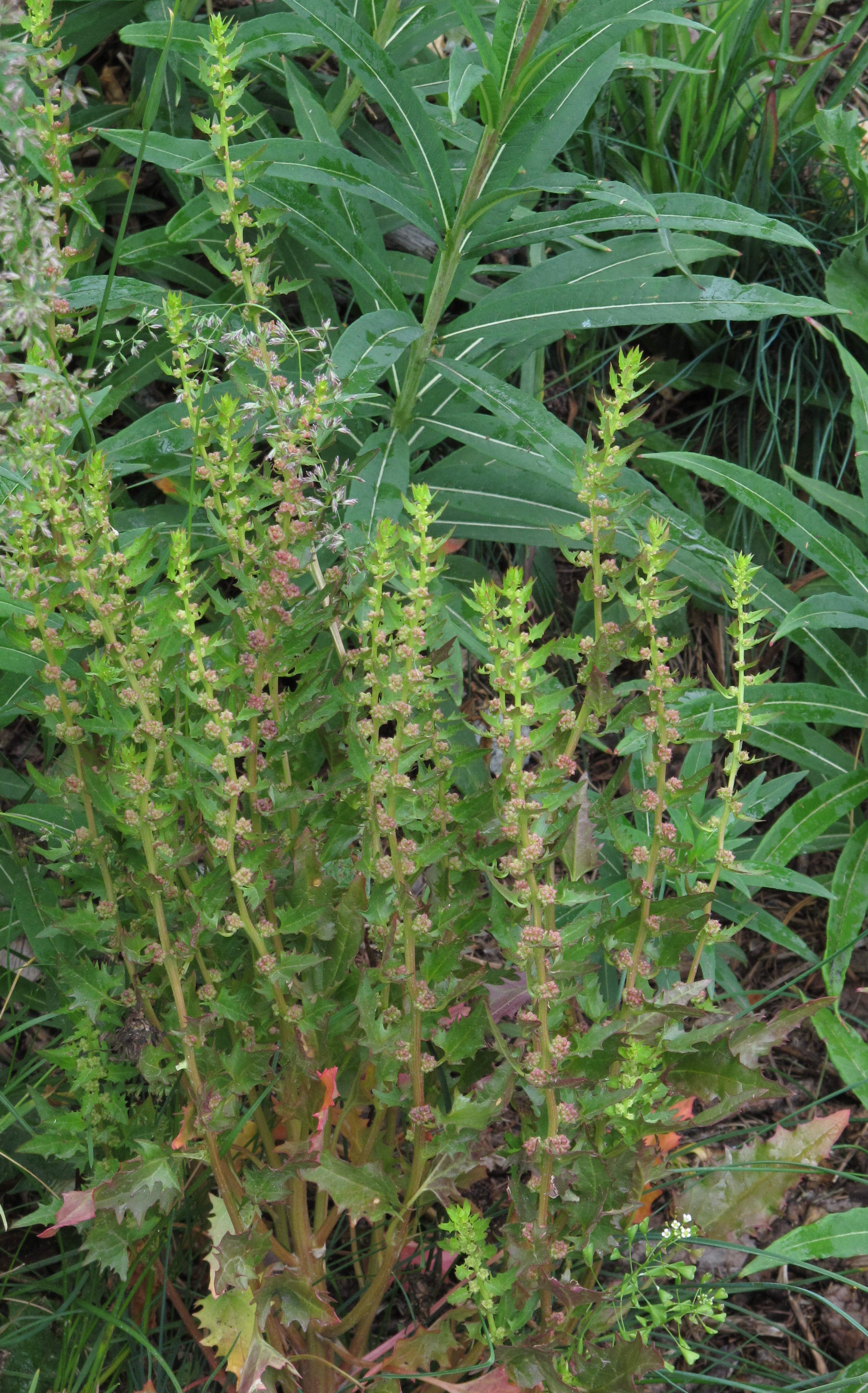
Echter Erdbeerspinat im Engadin

## Merkmale
Der Echte Erdbeerspinat wächst als einjährige Pflanze und erreicht eine Wuchshöhe von 15 bis 70 Zentimetern. Der Stängel ist meist von der Basis an verzweigt. Die dünnen Zweige sind hellgrün und kahl. Die beidseitig hellgrünen Laubblätter sind schmal dreieckig-eiförmig, etwa so lang oder länger als der Blattstiel, etwa 2 bis 5 cm lang und 2 bis 3 cm breit, mit keilförmiger oder gestutzter Basis. Der Blattrand ist unregelmäßig tief gezähnt, an der Basis mit leicht zurückgebogenen Zähnen (beim Ährigen Erdbeerspinat ist der Blattrand dagegen schwach gezähnt oder ganzrandig). Die oberen Blätter sind kürzer, lanzettlich oder eiförmig-spießförmig, mit ein bis vier Paaren seitlicher Zähne oder ganzrandig.
Der Echte Erdbeerspinat blüht von Juni bis Juli. Im Unterschied zum Ährigen Erdbeerspinat besitzen auch die oberen Blütenknäuel Tragblätter. Die zwittrigen oder weiblichen Blüten befinden sich an kurzen, achselständigen Zweigen und bilden kugelige oder länglich-kugelige Knäuel. Die hellgrüne Blütenhülle besteht aus meist drei Tepalenzipfeln. Es sind ein bis drei Staubblätter und ein Fruchtknoten mit zwei Narben vorhanden.
Zur Fruchtzeit, im August bis September, wird die Blütenhülle rot und fleischig, so dass die Blütenknäuel von weitem an Erdbeeren erinnern. Die Frucht im Inneren der Blüte ist abgeflacht kugelförmig, mit häutiger Fruchtwand, die dem Samen anliegt. Der vertikale Samen hat etwa 1 mm Durchmesser, seine Samenschale ist rotbraun oder schwarz und glatt, am Rand stumpf oder leicht konkav. Der Embryo ist halb ringförmig.
Die Chromosomenzahl beträgt 2n=18.

## Ökologie
Der Echte Erdbeerspinat ist eine Futterpflanze für die Schmetterlingsraupen des Dickkopffalters Pholisora catullus.

## Vorkommen
Der Echte Erdbeerspinat kommt in den Gebirgen Nordwestafrikas und des westlichen Eurasiens vor. In Europa hat er ursprüngliche Vorkommen in Spanien, Frankreich, Italien, Schweiz, Österreich, Slowenien, Kroatien, Montenegro, Albanien, Nordmazedonien, Griechenland, Bulgarien, Rumänien, Moldau. Im übrigen Europa kommt die Art eingebürgert oder eingeschleppt vor; sie fehlt nur in Portugal, Großbritannien, Island, den Niederlanden, Bosnien-Herzegowina und Serbien.
In Deutschland ist er an wärmebegünstigte, subatlantisch getönte Regionen gebunden und vielerorts verschollen. Er besiedelt dort vorzugsweise Lägerfluren in wärmebegünstigten Lagen. Selbst in ältester Literatur wird er stets als selten bezeichnet. In den Zentralalpen wächst er in nitrophilen, halbnatürlichen Lägerfluren, an den Küstendünen der Friesischen Inseln in Vergesellschaftung mit natürlichen Holundergebüschen. Ansonsten findet man ihn auf Ackerbrachen und in Ruderalgesellschaften, an Burgruinen, Höhlen, Schuttplätzen und Wegen auf mäßig trockenen bis frischen, nährstoffreichen, humosen Böden. Er ist gebietsweise ein Charakterart des Lappulo-Asperuginetum aus dem Verband Sisymbrion, ist aber sonst eine Charakterart der Klasse Chenopodietea. Sie steigt in Graubünden im Val Tantermozza bis 2420 Meter Meereshöhe auf. Die ökologischen Zeigerwerte nach Landolt et al. 2010 sind in der Schweiz: Feuchtezahl F = 2+ (frisch), Lichtzahl L = 4 (hell), Reaktionszahl R = 3 (schwach sauer bis neutral), Temperaturzahl T = 3+ (unter-montan und ober-kollin), Nährstoffzahl N = 5 (überdüngt), Kontinentalitätszahl K = 4 (subkontinental).

## Systematik
1601 beschrieb Charles de l’Écluse die Art erstmals als eine beerentragende wilde Melde („Atriplex sylvestris baccifera“). Caspar Bauhin nannte sie 1623 eine wilde Melde mit maulbeer-/himbeerartigen Früchten („Atriplex sylvestris mori fructu“).
Die gültige Erstbeschreibung erfolgte 1753 durch Carl von Linné unter dem Namen Blitum virgatum in Species Plantarum Band 1, S. 4–5. Paul Friedrich August Ascherson stellte diese Art 1864 als Chenopodium foliosum in die Gattung Chenopodium (in: Flora der Provinz Brandenburg 1(2), S. 572). Nach neueren molekulargenetischen Untersuchungen ist der Echte Erdbeerspinat näher mit der Gattung Spinacia verwandt als mit den Gänsefüßen (Chenopodium) im engeren Sinne. Daher trennten Fuentes-Bazan et al. (2012) ihn von der Gattung Chenopodium ab und stellten ihn wieder in die Gattung Blitum. Diese wird zusammen mit Spinacia in die Tribus Anserineae gruppiert.
Synonyme von Blitum virgatum L. sind Chenopodium foliosum Asch., Chenopodium virgatum (L.) Ambrosi (nom. illeg.) sowie Morocarpus foliosus Moench (nom. illeg).

## Nutzung
Die Frucht wird von Vögeln, Weidetieren und vom Menschen gegessen; sie schmeckt fad.

## Geschichte
Angaben zur Nutzung als Spinat fehlen meist, so dass davon ausgegangen werden kann, dass es bereits im 19. Jahrhundert keinen verbreiteten Anbau der Pflanze mehr gab. Es ist zwar wahrscheinlich, dass die heutigen sehr unbeständigen Vorkommen Relikte eines früheren Anbaus sind, sie gehen dann aber schon auf die Zeit vor oder während des Dreißigjährigen Krieges zurück.